# Камполонго сул Брента
Камполонго сул Брента је насеље у Италији у округу Виченца, региону Венето.
Према процени из 2011. у насељу је живело 639 становника. Насеље се налази на надморској висини од 141 м.

## Становништво
| 1951. | 1961. | 1971. | 1981. | 1991. | 2001. | 2011. |
| ----- | ----- | ----- | ----- | ----- | ----- | ----- |
| 1.034 | 905   | 801   | 754   | 826   | 837   | 830   |